# Piperia yadonii
Piperia yadonii là một loài thực vật có hoa trong họ Lan. Loài này được Rand.Morgan & Ackerman miêu tả khoa học đầu tiên năm 1990.

## Hình ảnh

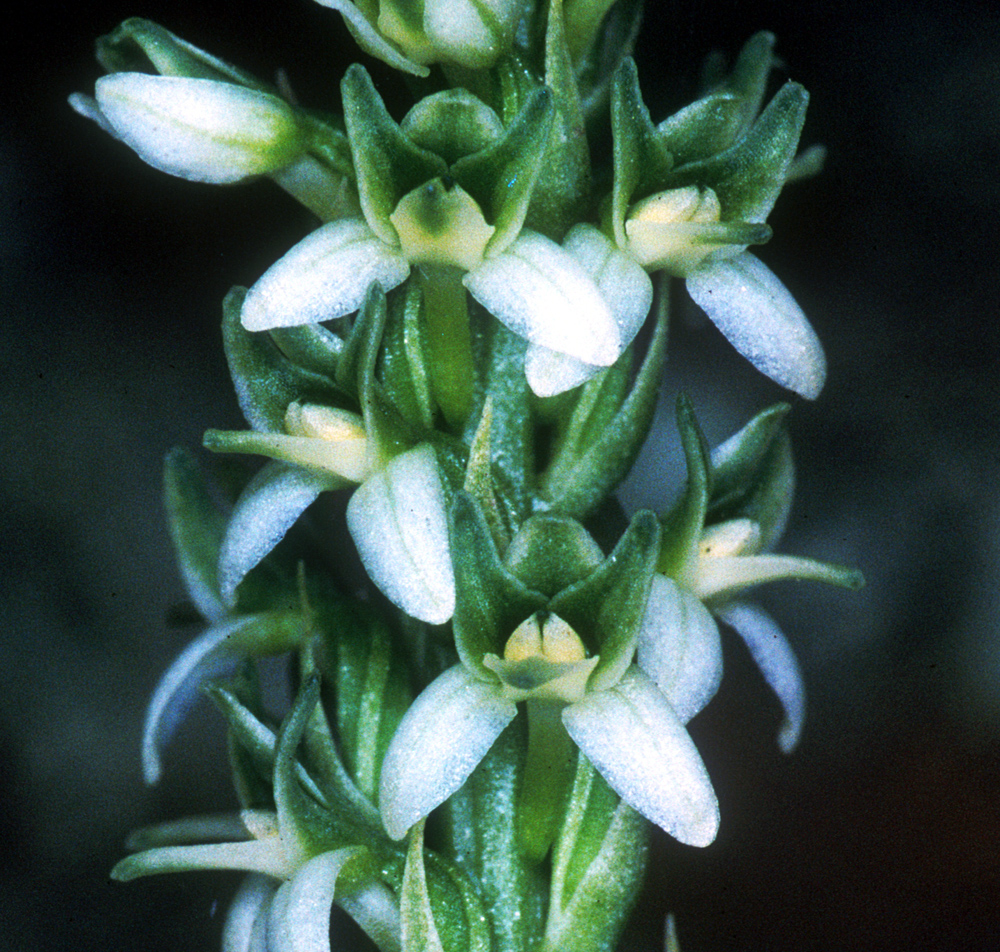